# Wołycia (rejon kamieński)
Wołycia (ukr. Волиця; hist. Wólka) – wieś na Ukrainie, w obwodzie wołyńskim, w rejonie kamieńskim.